# Proechimys
Proechimys is een geslacht van zoogdieren uit de familie van de stekelratten (Echimyidae). De wetenschappelijke naam van het geslacht werd in 1899 gepubliceerd door Joel Asaph Allen.

## Soorten
Er worden 22 soorten in dit geslacht geplaatst:
- Proechimys gardneri-groep
  - Proechimys gardneri M. N. F. Silva, 1998
  - Proechimys kulinae M. N. F. Silva, 1998
  - Proechimys pattoni M. N. F. Silva, 1998
- Proechimys semispinosus-groep
  - Proechimys oconnelli J. A. Allen, 1913
  - Proechimys semispinosus (Tomes, 1860)
- Proechimys guyannensis-groep
  - Proechimys guyannensis (É. Geoffroy Saint-Hilaire, 1803) - Cayennerat
  - Proechimys roberti O. Thomas, 1901
- Proechimys longicaudatus-groep
  - Proechimys longicaudatus (Rengger, 1830)
  - Proechimys brevicauda (Günther, 1877)
  - Proechimys cuvieri Petter, 1978
- Proechimys goeldii-groep
  - Proechimys goeldii O. Thomas, 1905
  - Proechimys quadruplicatus Hershkovitz, 1948
  - Proechimys steerei E. A. Goldman, 1911
- Proechimys trinitatis-groep
  - Proechimys chrysaeolus (O. Thomas, 1898)
  - Proechimys guairae O. Thomas, 1901
  - Proechimys hoplomyoides Tate, 1939
  - Proechimys mincae (J. A. Allen, 1899)
  - Proechimys trinitatis (J. A. Allen & F. M. Chapman, 1893)
- Niet bij een groep ingedeeld (Incertae sedis)
  - Proechimys canicollis (J. A. Allen, 1899)
  - Proechimys decumanus (O. Thomas, 1899)
  - Proechimys echinothrix M. N. F. Silva, 1998
  - Proechimys simonsi O. Thomas, 1900